# 薄启亮
薄启亮（1962年12月—），山东省东营市垦利县人，毕业于美国麻省理工学院，获工商管理硕士学位；2005年6月获中国石油大学油气田开发工程专业博士学位。曾担任中石油高官。涉及2013年中石油腐败案，2014年5月15日，中国的纪检和公安人员搜查了薄启亮的办公室，其秘书也被带走。

## 个人经历
1962年12月，薄启亮出生于山东省东营市垦利县，该县属胜利油田开采地，薄启亮在兄弟组妹中排行老二。1979年，薄启亮考上石油大学（华东）开发系，就读于采油工程专业。1997年2月，薄启亮任石油勘探开发科学研究院副院长。1999年被中国石油派海外留学，在美国麻省理工学院攻读MBA。
2001年6月，薄启亮毕业回国后担任中石油高级副总经理，2005年6月，他还拿到中国石油大学（北京）油气田开发工程专业博士学位。2005年11月，兼任PK公司总裁、哈萨克斯坦协调领导小组组长；2008年9月，任中国石油天然气勘探开发公司总经理；2009年11月，任中国石油天然气股份有限公司海外勘探开发分公司总经理。2010年1月，任中国石油天然气股份有限公司副总裁兼海外勘探开发分公司总经理。2014年5月被调查。